# Verbandsgemeinde Pellenz
Die Verbandsgemeinde Pellenz ist eine Gebietskörperschaft im Landkreis Mayen-Koblenz in Rheinland-Pfalz. Der Verbandsgemeinde gehören fünf eigenständige Ortsgemeinden an. Der Verwaltungssitz ist seit dem 2. Mai 2017 in der Ortsgemeinde Plaidt. Die Verbandsgemeinde erhielt ihren Namen wegen ihrer Lage in der Landschaft Pellenz. Vom 1. Oktober 1968 bis zum 31. Dezember 1991 lautete ihr Name „Verbandsgemeinde Andernach-Land“ und Andernach war bis zum Jahr 2017 Verwaltungssitz gewesen.

## Geographie
Die Verbandsgemeinde Pellenz bildet zusammen mit den Verbandsgemeinden Vordereifel, Mendig und Brohltal die Vulkanische Osteifel, eine von drei Teilregionen in die sich die Vulkaneifel gliedert.

## Verbandsangehörige Gemeinden
| Ortsgemeinde             | Fläche (km²) | Einwohner |
| ------------------------ | ------------ | --------- |
| Kretz                    | 4,18         | 723       |
| Kruft                    | 18,18        | 4.664     |
| Nickenich                | 16,56        | 3.663     |
| Plaidt                   | 9,39         | 5.975     |
| Saffig                   | 6,97         | 2.218     |
| Verbandsgemeinde Pellenz | 55,27        | 17.243    |

(Einwohner am 31. Dezember 2023)

## Geschichte
Die Geschichte der VG Pellenz ist auch Teil der jüngeren Geschichte der Landschaft Pellenz, die über die heutige Verbandsgemeinde hinausgeht und Orte wie Thür und Niedermendig (Verbandsgemeinde Mendig), Ochtendung und Polch (Verbandsgemeinde Maifeld) einschließt.
Bis 1794 gehörten die Orte außer Miesenheim (mit Andernach und Kell zum Kurfürstentum und Erzstift Köln (Kurköln)) zum Kurfürstentum und Erzstift Trier (Kurtrier). Während der französischen Besatzungszeit (1794–1815) wurden die Orte Kretz, Kruft, Plaidt und Saffig in einer „Mairie“ (Samtgemeinde) zusammengefasst, 1815 mit der im Jahre 1800 gegründeten Mairie Andernach vereint, unter Preußens Herrschaft in Landbürgermeisterei Andernach umbenannt. Um die Mitte des 19. Jahrhunderts kamen Namedy, Eich und Miesenheim, die 1969 (Namedy) bzw. 1970 in die Stadt Andernach eingemeindet wurden, sowie die waldreiche Gemeinde Nickenich hinzu. Am 3. November 1858 wurde durch Bürgermeister Ferdinand-Josef Weygold, damals Land- und Stadtbürgermeister von Andernach, entschieden, nur noch für die Landgemeinden zuständig zu sein. Damit wurde die Stadt Andernach (Stadtbürgermeisterei Andernach, seit 1927 Amt Andernach) verwaltungstechnisch von den Landgemeinden getrennt und erhielt einen neuen eigenen Bürgermeister, Heinrich Byns. Der damals Andernach-Land genannte Kommunalverband wurde damit ins Leben gerufen und bestand zu der Zeit aus den Gemeinden Eich, Kretz, Kruft, Miesenheim, Namedy, Nickenich, Plaidt und Saffig. Aus der Landbürgermeisterei Andernach wurde die Bürgermeisterei Andernach-Land, seit 1927 Amt Andernach-Land, das bis zum 31. Dezember 1991 Gültigkeit hatte. Seit dem 1. Januar 1992 heißt dieser Kommunalverband nach ihrem alten angestammten Namen Verbandsgemeinde Pellenz. Neun Bürgermeister haben der Verbandsgemeinde Pellenz und ihren Rechtsvorgänger Landbürgermeisterei Andernach sowie Amt Andernach-Land bisher vorgestanden, bis zum Zweiten Weltkrieg waren es nach Ferdinand-Josef Weygold die Landbürgermeister Heinrich Franz Kruft (1870–1880), Maximilian Franz Josef Adam (1880–1920) mit der längsten Amtszeit von 40 Jahren und Friedrich Gerhard Hasdenteufel (1920–1942). Das Verwaltungsgebäude, Breite Straße 40 in Andernach, wurde bereits nach 1870 erbaut und mehrmals erweitert, während der Luftangriffe des Zweiten Weltkriegs unter Bürgermeister Anton Krings (1942–1945) nach Nickenich ausgelagert und 1948 durch Michael Dedenbach (1945–1961) erneut in Betrieb genommen. Nachfolger Erich Dahm (1961–1973), während dessen Amtszeit der Amtsbereich den Namen Verbandsgemeinde Andernach Land erhielt (1. Oktober 1968), ließ weitere Erweiterungen anbauen, die als Bürgermeisterwohnung dienten. Nach Paul-Werner Kohns (1973–2003), der de iure der erste Verbandsbürgermeister der Pellenz war, leitet seit 2003 Klaus Bell als neunter Bürgermeister die heutige VG Pellenz.

2012 beschloss die Verbandsgemeinde, den Verwaltungssitz zukünftig nach Plaidt zu verlegen. Der Neubau des Verwaltungsgebäudes in Plaidt wurde schließlich im Mai 2017 fertig gestellt. Am 2. Mai 2017 nahm die Verwaltung ihre Tätigkeit in dem Neubau auf.

In der Verbandsgemeinde leben zurzeit um die 17.000 Einwohner auf einer Fläche von 55,23 km² (5.523 Hektar).

## Bevölkerungsentwicklung
Die Entwicklung der Einwohnerzahl bezogen auf das Gebiet der heutigen Verbandsgemeinde Pellenz; die Werte von 1871 bis 1987 beruhen auf Volkszählungen:
| Jahr | Einwohner |
| 1815 | 2.900     |
| 1835 | 4.387     |
| 1871 | 5.271     |
| 1905 | 7.290     |
| 1939 | 9.530     |
| 1950 | 11.242    |

| Jahr | Einwohner |
| 1961 | 13.806    |
| 1970 | 15.036    |
| 1987 | 14.947    |
| 1997 | 15.810    |
| 2005 | 16.343    |
| 2023 | 17.243    |

## Politik

### Verbandsgemeinderat
- Grüne: 2
- SPD: 8
- WGR: 6
- FDP: 1
- CDU: 15

Der Verbandsgemeinderat Pellenz besteht aus 32 ehrenamtlichen Ratsmitgliedern, die bei der Kommunalwahl am 9. Juni 2024 in einer personalisierten Verhältniswahl gewählt wurden, und dem hauptamtlichen Bürgermeister als Vorsitzendem.
Die Sitzverteilung im Verbandsgemeinderat:
| Wahl | SPD | CDU | Grüne | FDP | WGR a | Gesamt   |
| ---- | --- | --- | ----- | --- | ----- | -------- |
| 2024 | 8   | 15  | 2     | 1   | 6     | 32 Sitze |
| 2019 | 12  | 17  | –     | 3   | –     | 32 Sitze |
| 2014 | 14  | 17  | –     | 1   | –     | 32 Sitze |
| 2009 | 13  | 17  | –     | 2   | –     | 32 Sitze |
| 2004 | 14  | 17  | –     | 1   | –     | 32 Sitze |

### Bürgermeister
Sebastian Busch (unabhängig) wurde am 1. Oktober 2023 Bürgermeister der Verbandsgemeinde Pellenz. Unterstützt von SPD, Grünen, FDP und WAV (Wirtschaftliche Arbeitervereinigung) hatte er sich bei der Direktwahl am 18. Juni 2023 mit einem Stimmenanteil von 53,7 % gegen Peter Wilkes (CDU) durchgesetzt.
Buschs Vorgänger war seit 2003 Klaus Bell (CDU). Zuletzt bei der Direktwahl am 10. Juni 2018 war er mit einem Stimmenanteil von 74,5 % für weitere acht Jahre in seinem Amt bestätigt worden. Ende 2022 kündigte Bell jedoch an, sein Amt zum Oktober 2023 vorzeitig niederlegen zu wollen.

### Wappen
2017 bekam die Verbandsgemeinde ein neues Wappen.
| Wappen von Verbandsgemeinde Pellenz | Blasonierung: „Geviert, in 1: Ein rotes Balkenkreuz in Silber, in 2: Rot bekrönter Löwe, in 3: In Blau ein silberner Pfahl, in 4: Schwarzer Vulkan mit Gesteinsbrocken.“ |
| Wappen von Verbandsgemeinde Pellenz | Wappenbegründung: - Oben links (in 1): Das rote Balkenkreuz steht für die ehem. Landesherrschaft von Kurtrier seit 1545. - Oben rechts (in 2): Der gekrönte Löwe steht für den Namen „Pellenz“, der von Palatium, Pfalzgrafschaft, abgeleitet ist. Der erste Pfalzgraf bei Rhein, Heinrich II. von Laach, der Gründer des Klosters Maria Laach, hatte seine Burg am Laacher See in der Gemarkung Kruft. - Unten links (in 3): Der silberne Pfahl symbolisiert die Zehntherrschaft des Fürsten von der Leyen in allen Ortsgemeinden (außer Kruft). - Unten rechts (in 4): Der Vulkan steht für die Bedeutung des Vulkanismus und der Steinindustrie als Erwerbsgrundlage von der Römerzeit bis heute. Die fünf Gesteinsbrocken symbolisieren die fünf Ortsgemeinden der Pellenz. Die 6-eckige Form der Gesteinsbrocken spiegelt die auch natürlich vorkommende Form des sog. Säulenbasalt wider. |

## Gemeinschaftshaus
Im Jahre 2011 entstand in der Gemeinde Plaidt das preisgekrönte Haus der Gemeinschaft, das gleichzeitig eine Erweiterung der regionalen Schule Pellenz um Aula und Mensa ist. Entworfen wurde der Betonquader, dessen Eingangsbereich holzverkleidet ist, von einem Architektenbüro aus Frankfurt am Main.